# Weatheradio Canada

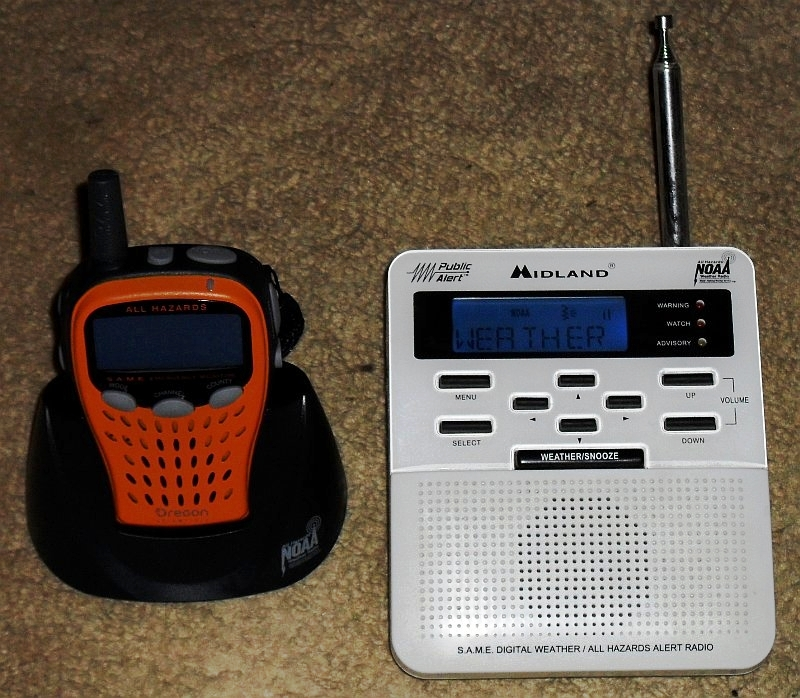
Spezialempfänger geeignet für den Empfang von Weatheradio Canada

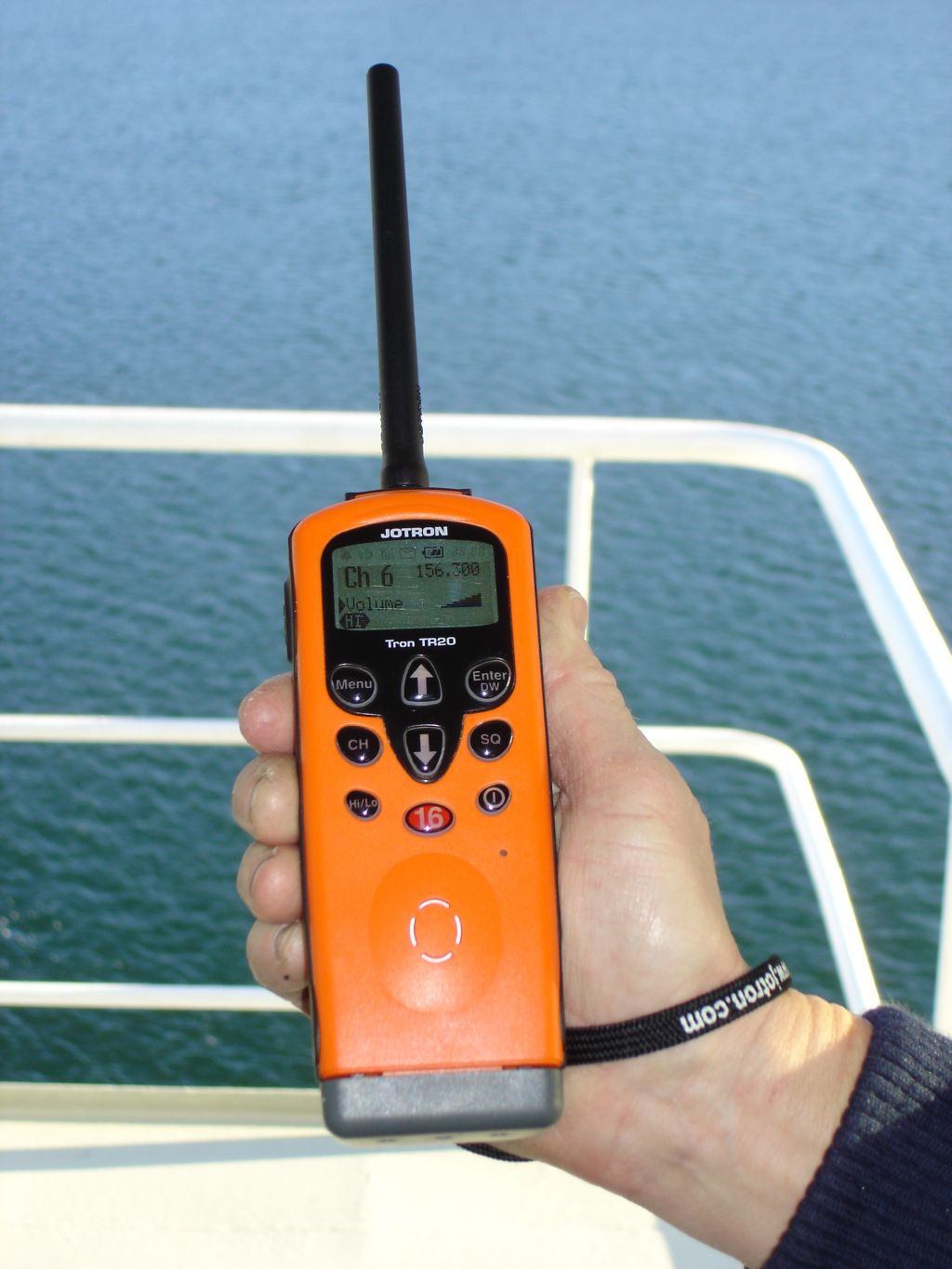
Viele Seefunkgeräte können auch die Frequenzen des Wetterdienstes empfangen.

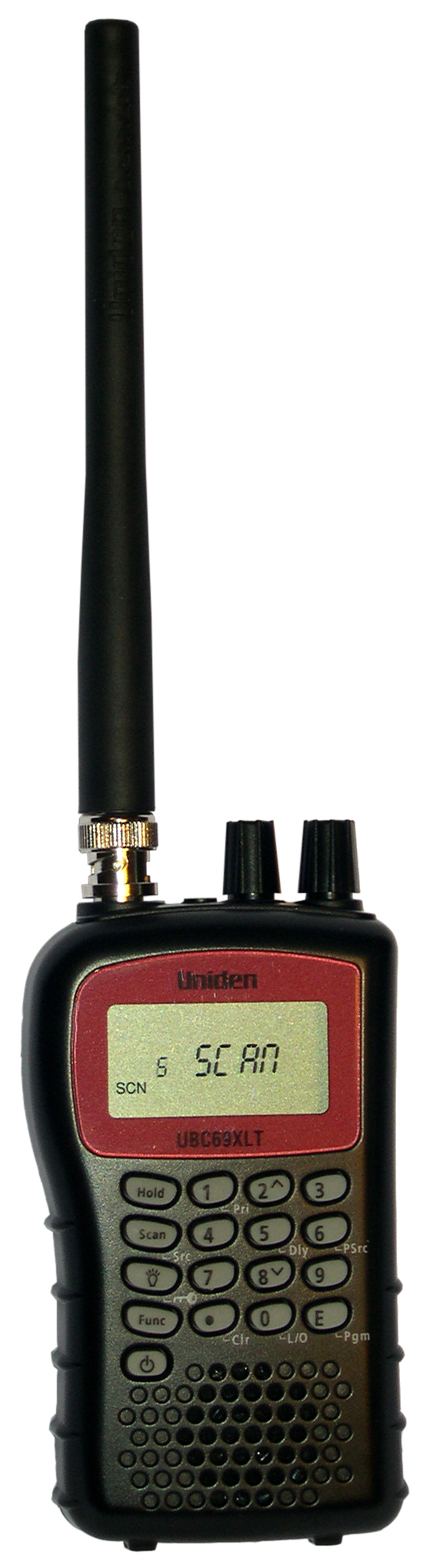
Funkscanner eignen sich für den Empfang

Weatheradio Canada (französisch Radiométéo Canada) ist ein kanadisches Funk-Netzwerk, welches kontinuierlich Wetterinformationen für Kanada und für die kanadischen Seegebiete sendet. Das System wird vom Meteorological Service of Canada, einer Abteilung des Umweltministeriums Kanadas, dem Environment and Climate Change Canada, betrieben. Die Meldungen werden in beiden offiziellen Landessprachen gesendet, zuerst in Englisch und dann in Französisch. Das Netz betreibt 230 eigene VHF-Sender. Zusätzlich verwendet es Mittelwellen- und UKW-Sender der Canadian Broadcasting Corporation, besonders in dünnbesiedelten Gebieten. Neben Weatheradio Canada betreibt auch die kanadische Küstenwache Sender, die Wetternachrichten aussenden.

## Programm
Ausgestrahlt werden ununterbrochen aktuelle Wettermeldungen und -vorhersagen. Die Aussendungen werden automatisch mit einem Text zu Sprache System generiert. Warnmeldungen werden mit speziellen digitalen Zeichen eingeleitet und durch diese beendet. Durch diese Zeichen ist es möglich, dass Empfänger, die normalerweise stummgeschaltet sind, bei Empfang dieser Zeichen auf Empfang geschaltet werden. Dieses Verfahren wurde von der amerikanischen NOAA im Rahmen des Emergency Alert Systems entwickelt und wird Specific Area Message Encoding (SAME) genannt. Beispielsweise können dadurch Radiosender diese Warnmeldungen automatisch in ihr laufendes Programm einspielen. Aber auch Privathaushalte können vor Unwetter und anderen Gefahren gewarnt werden, ohne dass sie die ganze Zeit die Aussendungen mithören müssen. Das System ist vergleichbar mit den europäischen Verkehrsfunkinformationen. Um die Funktion der Empfänger testen zu können, finden regelmäßig Testaussendungen statt, normalerweise mittwochs zwischen 11.50 und 12 Uhr. Einmal monatlich wird auch der Alarmton (1050 Hertz) ausgelöst.

## Sender und Empfänger
Das Weatheradio Canada verwendet normalerweise VHF und nutzt dabei eine der sieben folgenden Frequenzen; 162.400, 162.425, 162.450, 162.475, 162.500, 162.525 und 162.550 MHz. Die Aussendungen sind frequenzmoduliert mit einer Bandbreite von 10 kHz. Bei den Frequenzen handelt es sich um dieselben Frequenzen, die auch das US-amerikanische National Oceanic and Atmospheric Administration’s Weather Radio verwendet. Sie befinden sich oberhalb des VHF-Seefunk-Bandes (156.000 bis 162.025 MHz). Normalerweise haben sie eine Reichweite von 60 Kilometer. Nach eigenen Angaben können 90 % der Bewohner Kanadas die Sender empfangen. Die Aussendungen können nicht mit normalen Rundfunkempfängern empfangen werden. Benötigt werden Spezialempfänger oder Funkgeräte, die diese Frequenzen schalten können, z. B. VHF-Seefunk-Geräte, 2-Meter-Band Amateurfunk Geräte mit erweitertem Empfangsbereich oder speziell programmierte Betriebsfunkgeräte. Auch handelsübliche Funkscanner können die Aussendungen empfangen. Geräte des US-amerikanischen Systems können auch in Kanada verwendet werden, die Aussendungen sind technisch kompatibel.
In abgelegenen Gebieten kommen auch Mittelwellensender oder FM-Rundfunksender zum Einsatz. Diese Sender haben weder Warnton noch „Specific Area Message Encoding“ (SAME), können dafür aber mit üblichen Rundfunkgeräten empfangen werden.